# Fördertechnik

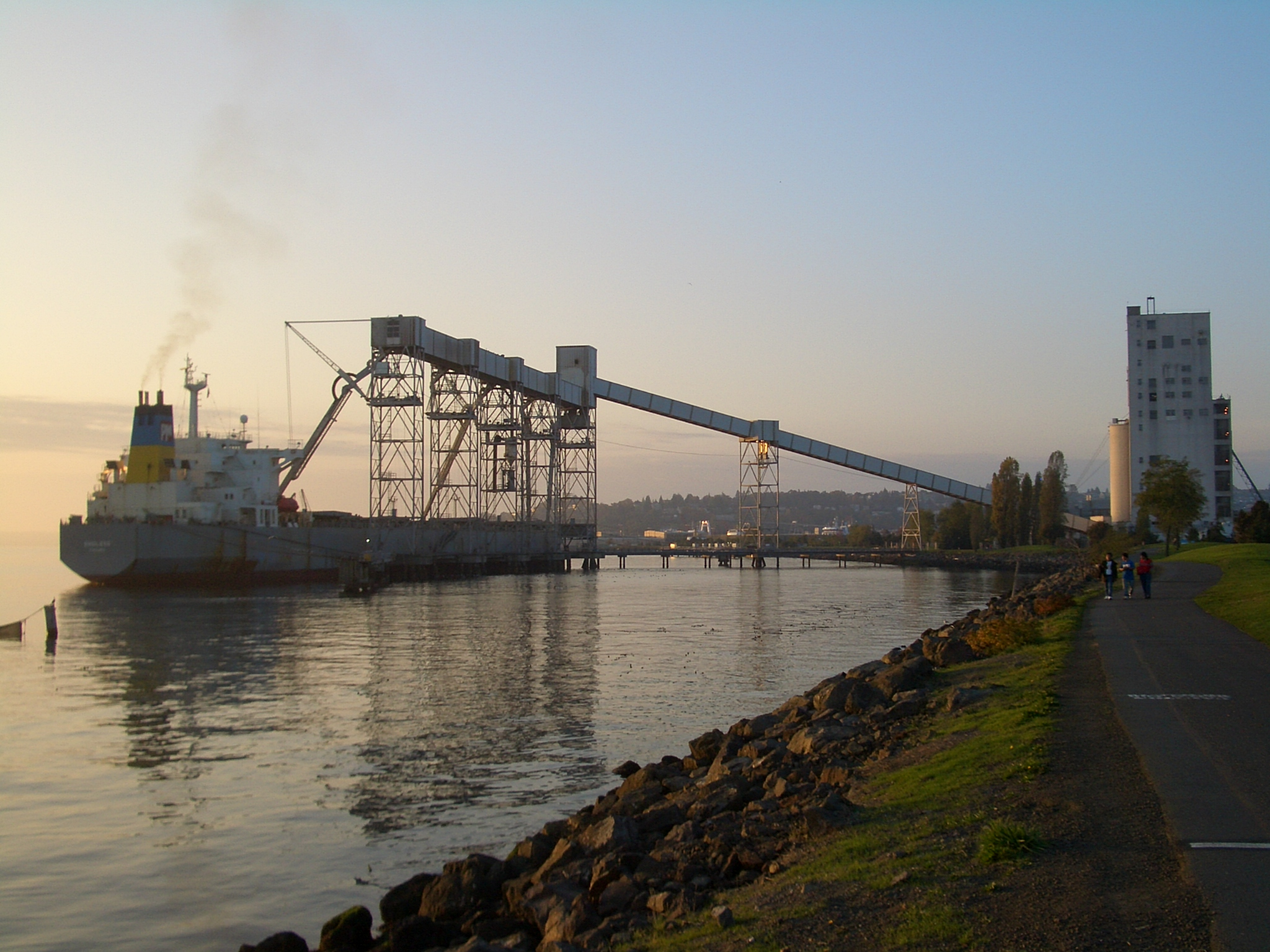
Beladung eines Schüttgutfrachters am Pier 86 Grain Terminal in Seattle

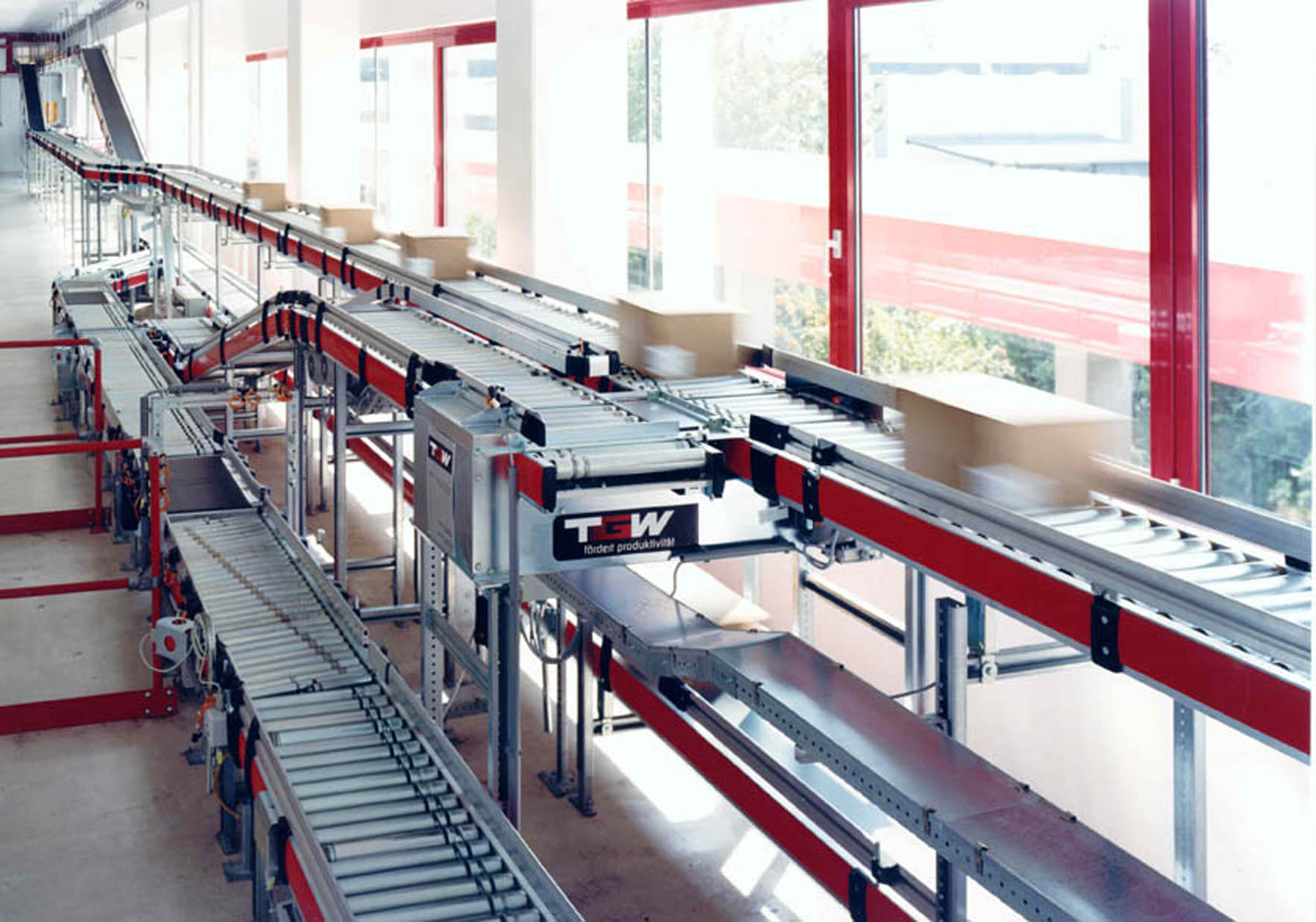
Fördertechnik für Stückgut in einem Distributionszentrum

Die Fördertechnik (abgekürzt: „FT“) (englisch "conveying equipment engineering") ist eine Teildisziplin des Maschinenbaus und befasst sich mit der Konzeption, der Auslegung, der Planung und der Ausführung von Fördermitteln zum Fördern von Stückgut (Paletten, Kisten, Pakete, einzelne Werkstücke etc.) oder Schüttgut (Sand, Erz, Getreide etc.). Der Transport von flüssigen Medien und Gasen mit Rohrleitungen ist in der Regel nicht Teil der Fördertechnik, sondern des Anlagenbaus.
Unter Fördertechnik versteht man zunächst die eigentliche Technik ("Fördermittel" wie Krane, Bandförderer, Gabelstapler), aber auch die Prozessgestaltung beim Betrieb der Anlagen. Zum Fachgebiet Fördertechnik gehört also die Gesamtheit aller Transport-, Umschlag- und Lageraufgaben oder -prozesse sowohl in technischer als auch in wirtschaftlicher Hinsicht. Häufig wird dieser Bereich unter dem Begriff Logistik zusammengefasst.
Im Gegensatz zur Verkehrstechnik, die sich mit dem weiträumigen Transport befasst, behandelt die Fördertechnik das Fortbewegen von Gütern in abgegrenzten Betriebsbereichen wie beispielsweise Häfen, Flughäfen, im Bergbau oder auch in Industriebetrieben.
Fördertechnische Bauteile sind Seile und Flaschenzüge, Seilrollen, Seiltrommeln und Treibscheiben. Rundstahlketten, Gelenkketten, Kettenräder und Kettentrommeln werden für Kettentriebe benötigt. Fördergurte sind Hauptbauelement von Förderbändern. Fahrwerkselemente sind Laufräder und Schienen. Als Lastaufnahmemittel bezeichnet man Lasthaken, Hakengeschirre, Schäkel, Zangen und Klemmen, Kübel und Greifer. Weitere Bauelemente der Fördertechnik sind Triebwerke und Bremsen.
Weiter werden zur Fördertechnik die innerbetrieblichen Transportsysteme gerechnet. Dazu gehören Stetigförderer wie Rollenbahnen, Zellenradschleusen, Gurtbecherwerke und Gurtbandförderer sowie Unstetigförderer wie mannbediente Flurförderzeuge (Gabelstapler, Plattformwagen etc.), Krane, Automatische LKW-Verladesysteme, Fahrerlose Transportfahrzeuge (FTF), Werkstückförderer und Senkrechtförderer wie Hebetische oder Gurtheber. Innerbetriebliche Transportsysteme haben in erster Linie die Aufgabe, Fördergut auf möglichst effiziente Weise von der Aufgabe- zu der Abgabestelle zu transportieren.
In der Fabrikautomation spielen auch pneumatische Antriebe, beispielsweise zum Fördern von Halbfabrikaten und Fertigprodukten, eine bedeutende Rolle. Das pneumatische Fördersystem der Rohrpost wird heute nur noch selten eingesetzt.